# Los colores de la montaña
Los colores de la montaña es un filme Colombiano, dirigido por Carlos Arbeláez; estrenado en Colombia el 11 de marzo de 2010, y Galardonado en el Festival Internacional de Cine de San Sebastián.

## Sinopsis
La película trata de Manuel y sus amigos de escuela, quien tiene una vieja pelota con la que juega al fútbol todos los días en el campo. Sueña con llegar a ser un gran arquero de fútbol. Y el sueño parece que se cumple cuando, Ernesto, su padre, le regala un balón nuevo. Pero un accidente inesperado hace que el balón caiga en un campo minado. A pesar del peligro, Manuel decide no abandonar su balón… Convence a Julián y a Poca Luz, sus dos mejores amigos, para que juntos lo rescaten. En medio de las aventuras y los juegos infantiles, los signos de un conflicto armado empiezan a aparecer en la vida de los habitantes de la vereda La Pradera. Una película que habla de la realidad de millones de colombianos que han sufrido un conflicto interno desde 1948, dando como resultado ser el segundo país en el mundo con mayor tasa de desplazamientos forzados.

## Actores
- Hernán Mauricio Ocampo (Manuel el protagonista)
- Nolberto Sánchez (Julián)
- Genaro Aristizábal (Poca Luz)
- Hernán Méndez (Francisco Maldonado)
- Natalia Cuellar (Carmen, la profesora)
- Marcela Cruz (Miriam)
- Elizabet Aristizabal  (hermana de poca luz)

## Premios festivales Internacionales
- Mejor Nuevo Director.  58 Festival de Cine de San Sebastián  (España)  2010.
- Ganador de Cine en Construcción. CC17. Festival de Cine de Toulouse (Francia).2010.
- Premio del Público y Mención Especial del jurado. Fest. de Cine Político de Ronda (España) 2010.
- Premio del Público y Premio SIGNIS, 25th Festival Internacional de Cine de Friburgo (Suiza). 2011.
- Sirga de Plata, 9th Festival Espirit of Fire (Rusia). 2011.
- Mejor Actor, Encuentros Suramericanos  de Cine de Marsella (Francia).  2011.
- Mención Especial de Jurado, 12th Havana Film Festival, NYC (USA). 2011.
- Mejor ópera prima y mejor guion. 15th Festival Latino de Los Ángeles (USA) 2011.
- Mejor película. 23Th Festival Internacional de Viña del Mar. (Chile). 2011.
- Mejor película 16Th Festival Internacional de Cine de Kerala (India). 2011.
- Premio PBI y Premio Público Joven, Festival Filmar en América 2011. (Ginebra) Suiza.
- Art Cinema Award. Cinejunior. Francia 2011.
- Mejor Película de largometraje. Festival de Cine Chulpicine 2011. (Quito). Ecuador.
- Gran premio del jurado. 15Th Festival de Cine Español y latinoamericano 2012. (Francia)
- Premio Especial del Jurado. Festival de Cine para Niños de Taipéi. (Taiwán). 2012.
- Premio Edith Lando Peace. Festival Reel 2 Real. 2012. (Canadá).
- Premio Luis Buñuel otorgado por Egeda y la Fipca. Mejor película iberoamericana. 2012.
- Premio Especial del Jurado. 3 Festival Internacional de Cine Político. 2013. (Argentina).
- Premio del Público y Premio OCLACC, 51 Festival Internacional de Cartagena - (Colombia). 2011.
- Círculo Precolombino. Mejor película colombiana. 28 Festival Internacional de Cine de Bogotá. 2011.